# Bignasco
Bignasco is een voormalige gemeente en plaats in het Zwitserse kanton Ticino en maakt deel uit van het district Vallemaggia.
Bignasco telt 298 inwoners. Sinds 22 oktober 2006 hoort de plaats bij gemeente Cevio

## Geboren
- Carla Del Ponte (1947), juriste en hoofdaanklager bij het Joegoslavië-tribunaal.

## Externe link

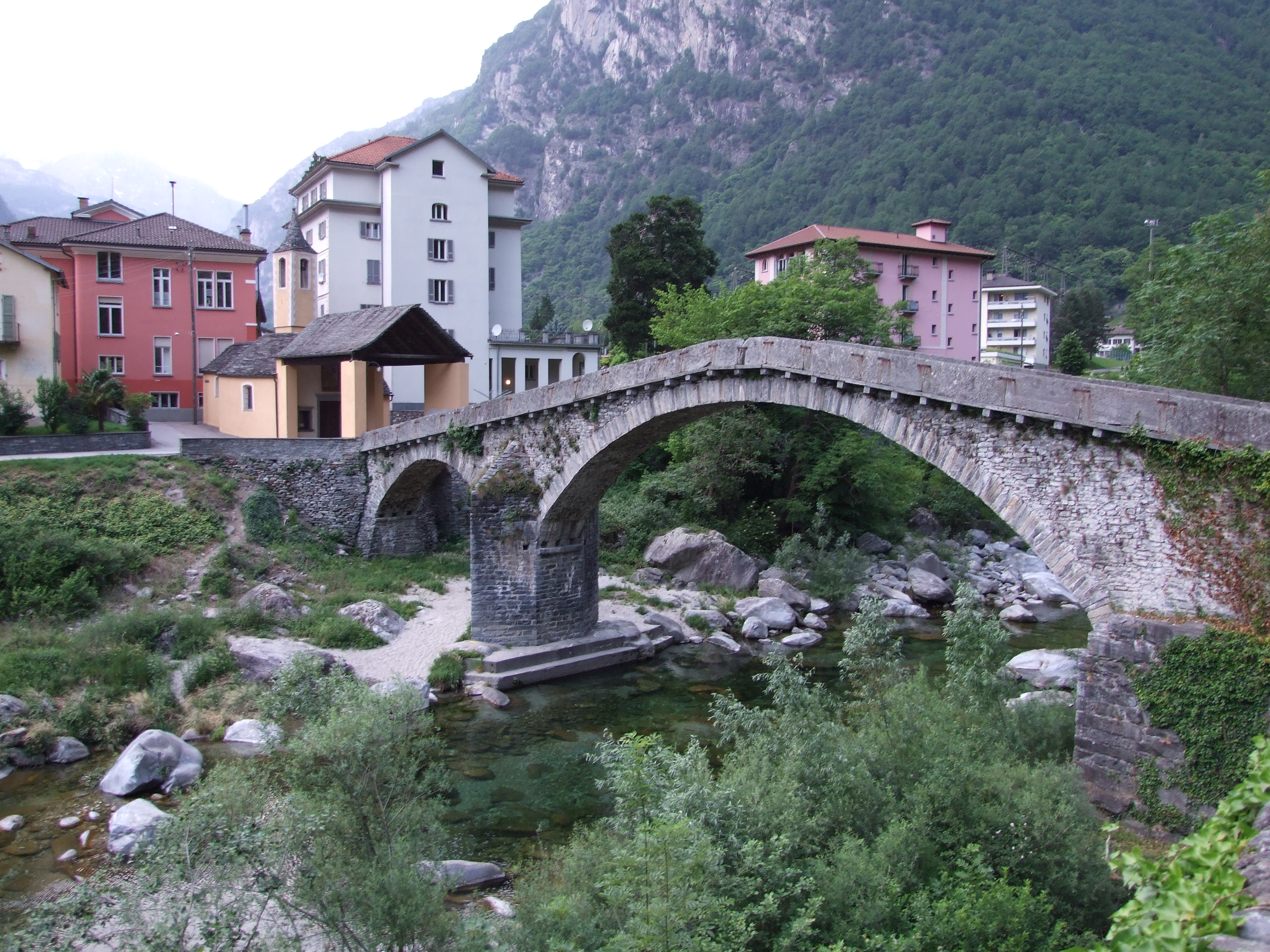
Oude stenen brug te Bignasco